# کیمبا، استرالیای جنوبی
کیمبا (به انگلیسی: Kimba) یک شهرک در استرالیا است که در استرالیای جنوبی واقع شده‌است.